# Suddivisioni di Taiwan
La suddivisione amministrativa della Repubblica di Cina (RDC), comunemente nota come Taiwan, comprende al primo livello due province e cinque municipalità controllate direttamente (zhíxiáshì).

## Suddivisioni di primo livello
Le divisioni di livello superiore furono prescritte dalla Costituzione del 1947, che fu redatta mentre il Kuomintang ancora controllava la Cina continentale e tenute in vigore per convalidare la rivendicazione del governo della RDC di essere il governo legittimo della Cina. I governi provinciali del Fujian e di Taiwan sono stati largamente semplificati, a partire rispettivamente dal 1949 e dal 1998.

### Province
- Provincia di Taiwan; è costituita dall'Isola di Taiwan, eccetto le cinque municipalità, più la contea di Penghu (Isole Pescadores) e un numero di isole remote
  - Dodici contee
  - Tre città provinciali
- Provincia del Fujian; è costituita da parecchie isole al largo della terraferma cinese:
  - Contea di Kinmen (Quemoy)
  - parte della Contea di Lienchiang, ossia le Matsu

### Municipalità controllate direttamente
- Kaohsiung (amministra anche le Isole Dongsha e l'Isola di Taiping delle Isole del Mar Cinese meridionale)
- Nuova Taipei
- Taichung
- Tainan
- Taipei
- Taoyuan

## Considerazioni speciali

### Province razionalizzate
A partire dal 1949, la parte più controversa del sistema di divisione politica della RDC è l'esistenza della Provincia di Taiwan, in quanto la sua esistenza era parte di una controversia più vasta circa lo status politico di Taiwan. Dal 1997, si è avuta una razionalizzazione dell'assetto amministrativo e la maggior parte dei doveri e dei poteri dei governi provinciali di Taiwan sono stati trasferiti al governo nazionale della Repubblica di Cina mediante cambiamenti costituzionali. La Provincia di Fujian costituita da Kinmen e Matsu, d'altro canto, ebbe la maggior parte della sua autorità trasferita alle sue due contee.

### Centri di servizi congiunti
Il governo centrale gestisce tre Centri di servizi congiunti regionali (行政院聯合服務中心) fuori da Taipei come avamposti dei ministeri del governo nello Yuan esecutivo, simili al modo di lavorare interdipartimentale degli Uffici del Governo in Inghilterra. Queste regioni, delineate dal Piano nazionale generale di sviluppo spaziale per Taiwan (臺灣地區國土綜合開發計劃), possono essere considerate un livello di governo de facto, forse equivalente alle province de jure o simile alle regioni inglesi. C'è un centro di servizi regionale per la Regione Meridionale di Taiwan (con sede a Kaohsiung), uno per la Regione Centrale di Taiwan (Taichung) e uno per la Regione Orientale di Taiwan (Hualien). La Regione Settentrionale di Taiwan è servita da Taipei, la sede amministrativa del governo centrale e la capitale de facto.

### Riorganizzazione
Ci sono state alcune critiche sull'attuale assetto amministrativo che sarebbe inefficiente e inconcludente ai fini della pianificazione regionale. In particolare, la maggior parte delle città amministrative sono molte più delle effettive aree metropolitane, e non ci sono mezzi formali per coordinare le politiche tra una città amministrativa e le sue aree circostanti.
Prima del 2008, la probabilità di consolidamento amministrativo tra le città e le rispettive aree metropolitane era bassa. Molte delle città avevano una geografia politica che era molto diversa dalle loro contee circostanti, rendendo la prospettiva di consolidamento politicamente altamente sensibile. Per esempio, mentre il Kuomintang sosteneva che unificare la Città di Taipei, la Contea di Taipei e la Città di Keelung in una regione metropolitana di Taipei avrebbe consentito una migliore pianificazione regionale, il Partito Democratico Progressista asseriva che questa era una mera scusa per eliminare il governo della Contea di Taipei, che talvolta esso aveva controllato, inondandoli con i voti della Città di Taipei e della Città di Keelung, che tendevano a votare il Kuomintang.
Il 1º ottobre 2007, in base alla legislazione recentemente entrata in vigore, la Contea di Taipei fu elevata al rango di quasi-municipalità (準直轄市) sullo stesso livello della Città di Kaohsiung e della Città di Taipei. Le è attribuita la
cornice organizzativa e finanziaria di una municipalità de jure, ma è ancora formalmente qualificata come contea. Anche la Contea e la Città di Taichung stavano facendo pressione sul governo centrale per uno status simile governo. Seguendo la Contea di Taipei, è stabilito che anche la Contea di Taoyuan sia elevata al rango di quasi-municipalità a decorrere dal 1º gennaio 2011, a condizione che la sua popolazione sia al di sopra dei 2 milioni alla data in questione.
Il presidente Ma Ying-jeou del Kuomintang nella sua piattaforma per la campagna delle elezioni del 2008 si pronunciò a favore di un riassetto delle tre municipalities e delle 15 contee. Dalla sua inaugurazione, la sua amministrazione aveva iniziato a prepararsi per questo. Alla fine di questo processo, il 23 giugno 2009 furono approvate dal Ministero dell'interno le seguenti proposte: la promozione della Contea di Taipei per diventare la città di Nuova Taipei (in attesa di un'ulteriore fusione con la Municipalità di Taipei e la Città di Keelung), la fusione della Municipalità e della Contea di Kaohsiung e la fusione della Città e della Contea di Taichung per formare l'omonima Municipalità. Nella stessa riunione, la fusione della Città e della Contea di Tainan fu proposta al Gabinetto (Yuan Esecutivo). Questa proposta di fusione e promozione fu poi approvata il 29 giugno 2009 per istituire la Municipalità di Tainan (臺南市). Tutti questi riassetti furono infine attuati il 25 dicembre 2010.

#### Riorganizzazione del 25 dicembre 2010
- La Contea di Kaohsiung fu fusa con la municipalità controllata direttamente di Kaohsiung per formare un'unica municipalità controllata direttamente
- La Contea di Taichung fu fusa con la città provinciale di Taichung per formare un'unica municipalità controllata direttamente
- La Contea di Tainan fu fusa con la città provinciale di Tainan per formare un'unica municipalità controllata direttamente
- La Contea di Taipei fu rinominata Nuova Taipei (o Xinbei) e divenne una municipalità controllata direttamente.

#### Riorganizzazione del 25 dicembre 2014
Il 25 dicembre 2014 la Contea di Taoyuan divenne una municipalità controllata direttamente.

#### Proposte per le municipalità e le contee della RDC
| Proposte | Cambiamenti | Giugno 2009 Popolazione - Aggregazione | Superficie attuale (km²) - Aggregazione | Mappa (prima) | Mappa (prima) | Mappa (prima) | Mappa (prima) | Mappa (prima) | Mappa (prima) | Mappa (dopo) | Mappa (dopo) |
| -------- | --- | -------------------------------------- | --------------------------------------- | ------------- | ------------- | ------------- | ------------- | ------------- | ------------- | ------------ | ------------ |
| 2-A      | Città di Hsinchu + Contea di Hsinchu = Contea di Hsinchu (新竹市 + 新竹縣 = 新竹縣)                              | 915.012                                | 1.531,6864                              |               |               |               |               |               |               |              |              |
| 2-B      | Città di Chiayi + Contea di Chiayi = Contea di Chiayi (嘉義市 + 嘉義縣 = 嘉義縣)                                 | 821.721                                | 1.961,6956                              |               |               |               |               |               |               |              |              |
| 2-C      | Città di Taipei + Città di Nuova Taipei + Città di Keelung = Città di Taipei (臺北市 + 新北市 + 基隆市 = 臺北市) | 6.854.715                              | 2.457,1244                              |               |               |               |               |               |               |              |              |

### Cina continentale e Mongolia
In aggiunta, la RDC non ha ufficialmente rinunciato alle rivendicazioni sulla Cina continentale e sulla Mongolia. Questo ha come risultato la divisione del continente in 35 province, diversa da quella dell'attuale sistema della RPC.

## Struttura gerarchica
Il numero alla fine è l'ammontare delle entità territoriali alla data del 31 dicembre 2014, nelle aree sotto il controllo della RDC:
| Livello | 1º                                                           | 2º                                                           | 3º                                                      | 4º                 | 5º                 |
| --- | ------------------------------------------------------------ | ------------------------------------------------------------ | ------------------------------------------------------- | ------------------ | ------------------ |
| Tipo di suddivisione | Municipalità controllata direttamente (直轄市 zhíxiáshì) (6) | Municipalità controllata direttamente (直轄市 zhíxiáshì) (6) | Distretto (區 qū) (170)                                 | Villaggio (里 lǐ)  | Quartiere (鄰 lín) |
| Tipo di suddivisione | Provincia (省 shěng) (2)                                     | Municipalità provinciale (市 shì) (3)                        | Distretto (區 qū) (170)                                 | Villaggio (里 lǐ)  | Quartiere (鄰 lín) |
| Tipo di suddivisione | Provincia (省 shěng) (2)                                     | Contea (縣 xiàn) (13)                                        | Città controllata dalla contea (縣轄市 xiànxiáshì) (14) | Villaggio (里 lǐ)  | Quartiere (鄰 lín) |
| Tipo di suddivisione | Provincia (省 shěng) (2)                                     | Contea (縣 xiàn) (13)                                        | Comune urbano (鎮 zhèn) (38)                            | Villaggio (里 lǐ)  | Quartiere (鄰 lín) |
| Tipo di suddivisione | Provincia (省 shěng) (2)                                     | Contea (縣 xiàn) (13)                                        | Comune rurale (鄉 xiāng) (122)                          | Villaggio (村 cūn) | Quartiere (鄰 lín) |
| Totale | 24                                                           | 24                                                           | 344                                                     | 7.835              | 147.877            |
| Note: 1. Poiché le province sono semplificate, le municipalità controllate direttamente di solito erano conteggiate insieme alle città provinciali e alle contee. 2. In cinese, tutte le municipalità controllate direttamente, le municipalità provinciali e le città controllate dalla contea sono tutte definite 市 (shì) nei loro nomi ufficiali completi. 3. Talvolta le municipalità provinciali sono chiamate 省轄市 (shěngxiáshì) per distinguerle dagli altri due tipi. |                                                              |                                                              |                                                         |                    |                    |

Nella RDC, il numero dei quartieri, il livello amministrativo più basso, è 147.877, sotto la giurisdizione di 7.835 villaggi. I quartieri all'interno dei villaggi sono numerati nell'ordine, piuttosto che essere indicati con un nome distintivo. In totale, ci sono 368 entità terziarie (comuni rurali e urbani, città controllate dalla contea e distretti, in cinese: 鄉鎮市區 xiāngzhènshìqū) amministrate dalla RDC.
In base allo schema amministrativo della RDC, alcune città e contee possono condividere lo stesso nome, ma sono amministrazioni indipendenti: questo accade ad esempio per la Città e la Contea di Chiayi e per la Città e la Contea di Hsinchu. Generalmente, le municipalità controllate direttamente hanno l'area amministrativa più grande di tutti e tre i livelli delle città, poi vengono le città provinciali e infine città controllate dalle contee, in quell'ordine.
| N.                                                                                            | Romanizzazione        | Cinese               | Hanyu Pinyin         | Popolazione          | Area (km2)           | Provincia/Città/Sede della contea         | Provincia/Città/Sede della contea | Mappa                                                                                            |
| --------------------------------------------------------------------------------------------- | --------------------- | -------------------- | -------------------- | -------------------- | -------------------- | ----------------------------------------- | --------------------------------- | ------------------------------------------------------------------------------------------------ |
| Suddivisioni di primo livello: Province (省) e Municipalità controllate direttamente (直轄市) |                       |                      |                      |                      |                      |                                           |                                   |                                                                                                  |
|                                                                                               | Provincia di Taiwan   | 臺灣省，台灣省       | Táiwān Shěng         | 9.242.980            | 26.330,9577          | Nuovo Villaggio di Zhongxing              | 中興新村                          |                                                                                                  |
|                                                                                               | Provincia del Fujian  | 福建省               | Fújiàn Shěng         | 107.308              | 180,4560             | Comune di Jincheng                        | 金城鎮                            |                                                                                                  |
| 1                                                                                             | Città di Kaohsiung    | 高雄市               | Gāoxióng Shì         | 2.773.483            | 2.946,2671           | Distretto di Lingya Distretto di Fengshan | 苓雅區 鳳山區                     |                                                                                                  |
| 2                                                                                             | Città di Nuova Taipei | 新北市               | Xīnběi Shì           | 3.897.367            | 2.052,5667           | Distretto di Banqiao                      | 板橋區                            |                                                                                                  |
| 3                                                                                             | Città di Taichung     | 臺中市，台中市       | Táizhōng Shì         | 2.648.419            | 2.214,8968           | Distretto di Xitun                        | 西屯區                            |                                                                                                  |
| 4                                                                                             | Città di Tainan       | 臺南市，台南市       | Táinán Shì           | 1.873.794            | 2.191,6531           | Distretto di Anping Distretto di Xinying  | 安平區 新營區                     |                                                                                                  |
| 5                                                                                             | Città di Taipei       | 臺北市，台北市       | Táiběi Shì           | 2.618.772            | 271,7997             | Distretto di Xinyi                        | 信義區                            |                                                                                                  |
| 6                                                                                             | Città di Taoyuan      | 桃園市               | Táoyuán Shì          | 2.092.977            | 1.220,9540           | Distretto di Taoyuan                      | 桃園區                            |                                                                                                  |
| Suddivisioni di secondo livello: Città provinciali (市) e Contee (縣)                         |                       |                      |                      |                      |                      |                                           |                                   |                                                                                                  |
| Provincia di Taiwan                                                                           |                       |                      |                      |                      |                      |                                           |                                   |                                                                                                  |
| 7                                                                                             | Città di Chiayi       | 嘉義市               | Jiāyì Shì            | 272.390              | 60,0256              | Distretto Orientale                       | 東區                              |                                                                                                  |
| 8                                                                                             | Città di Hsinchu      | 新竹市               | Xīnzhú Shì           | 415.344              | 104,1526             | Distretto Settentrionale                  | 北區                              |                                                                                                  |
| 9                                                                                             | Città di Keelung      | 基隆市               | Jīlóng Shì           | 384.134              | 132,7589             | Distretto di Zhongzheng                   | 中正區                            |                                                                                                  |
| 10                                                                                            | Contea di Changhua    | 彰化縣               | Zhānghuà Xiàn        | 1.307.286            | 1.074,3960           | Città di Changhua                         | 彰化市                            |                                                                                                  |
| 11                                                                                            | Contea di Chiayi      | 嘉義縣               | Jiāyì Xiàn           | 543.248              | 1.903,6367           | Città di Taibao                           | 太保市                            |                                                                                                  |
| 12                                                                                            | Contea di Hsinchu     | 新竹縣               | Xīnzhú Xiàn          | 513.015              | 1.427,5369           | Città di Zhubei                           | 竹北市                            |                                                                                                  |
| 13                                                                                            | Contea di Hualien     | 花蓮縣               | Huālián Xiàn         | 338.805              | 4.628,5714           | Città di Hualien                          | 花蓮市                            |                                                                                                  |
| 14                                                                                            | Contea di Miaoli      | 苗栗縣               | Miáolì Xiàn          | 560.968              | 1.820,3149           | Città di Miaoli                           | 苗栗市                            |                                                                                                  |
| 15                                                                                            | Contea di Nantou      | 南投縣               | Nántóu Xiàn          | 526.491              | 4.106,4360           | Città di Nantou                           | 南投市                            |                                                                                                  |
| 16                                                                                            | Contea di Penghu      | 澎湖縣               | Pénghú Xiàn          | 96.918               | 126,8641             | Città di Magong                           | 馬公市                            |                                                                                                  |
| 17                                                                                            | Contea di Pingtung    | 屏東縣               | Píngdōng Xiàn        | 873.509              | 2.775,6003           | Città di Pingtung                         | 屏東市                            |                                                                                                  |
| 18                                                                                            | Contea di Taitung     | 臺東縣，台東縣       | Táidōng Xiàn         | 230.673              | 3.515,2526           | Città di Taitung                          | 臺東市                            |                                                                                                  |
| 19                                                                                            | Contea di Yilan       | 宜蘭縣               | Yílán Xiàn           | 460.486              | 2.143,6251           | Città di Yilan                            | 宜蘭市                            |                                                                                                  |
| 20                                                                                            | Contea di Yunlin      | 雲林縣               | Yúnlín Xiàn          | 717.653              | 1.290,8326           | Città di Douliu                           | 斗六市                            |                                                                                                  |
| Provincia del Fujian                                                                          | Provincia del Fujian  | Provincia del Fujian | Provincia del Fujian | Provincia del Fujian | Provincia del Fujian | Provincia del Fujian                      | Provincia del Fujian              | = Municipalità controllata direttamente (直轄市) = Città provinciale (省轄市 o 市) = Contea (縣) |
| 21                                                                                            | Contea di Kinmen      | 金門縣               | Jīnmén Xiàn          | 97.364               | 151,6560             | Comune di Jincheng                        | 金城鎮                            | = Municipalità controllata direttamente (直轄市) = Città provinciale (省轄市 o 市) = Contea (縣) |
| 22                                                                                            | Contea di Lienchiang  | 連江縣               | Liánjiāng Xiàn       | 9.944                | 28,8000              | Comune di Nangan                          | 南竿鄉                            | = Municipalità controllata direttamente (直轄市) = Città provinciale (省轄市 o 市) = Contea (縣) |

## Romanizzazione
La romanizzazione usata per i toponimi della RDC al di sopra del livello di contea è una forma modificata del Wade-Giles, che ignora gli apostrofi e i trattini dell'originale, dando quindi "Taipei" invece di "T'ai-pei" e "Yilan" invece di "I-lan", ad esempio. Esistono eccezioni come "Keelung" e "Quemoy", che sono versioni più popolari di romanizzazione. Dopo che il Tongyong pinyin fu adottato dall'amministrazione di Chen Shui-bian nel 2002, la maggior parte delle municipalità, delle province e delle entità al livello di contea, conservarono i loro nomi romanizzati originali. Taipei e Taichung, però, sono le uniche municipalità che usano il Hanyu pinyin come standard e la maggior parte delle insegne stradali a Taipei sono state sostituite con l'Hanyu pinyin. Con le vittorie elettorali legislative e presidenziali del Kuomintang (KMT) nel 2008, il Tongyong pinyin fu sostituito dall'Hanyu pinyin come standard del governo della RDC, e divenne l'unico sistema ufficiale di romanizzazione del governo della RDC a partire dal 2009.

## Rivendicazioni sulla Cina continentale e sulla Mongolia

Le mappe dei confini ufficiali della Repubblica di Cina includono la Cina continentale e la Mongolia.

Mappa che confronta le divisioni politiche tracciate dalla Repubblica di Cina e dalla Repubblica Popolare Cinese.

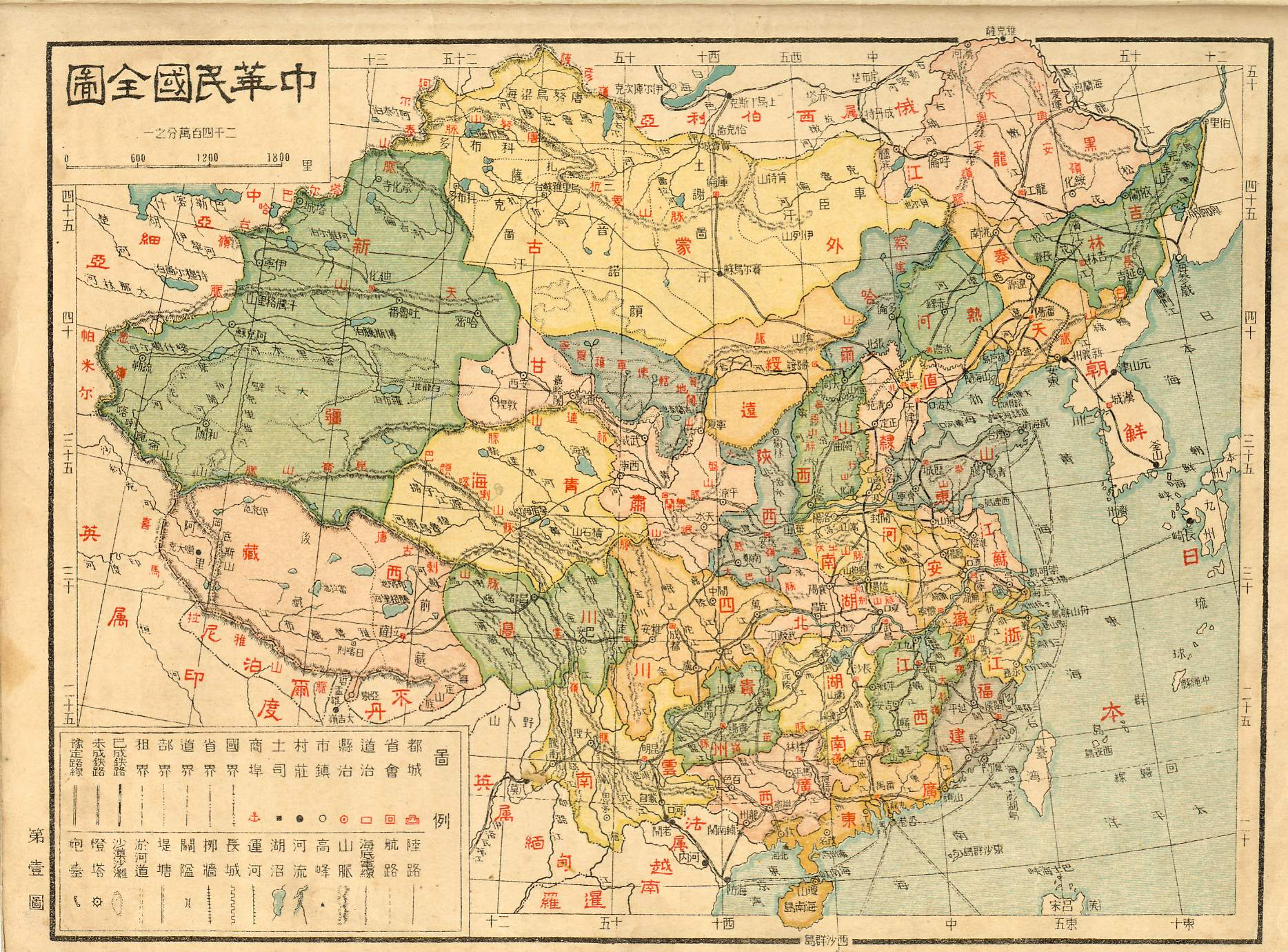
Vecchia mappa.

Dopo aver perso la Cina continentale a favore del Partito Comunista Cinese nella Guerra civile cinese ed essersi ritirato a Taiwan nel 1949, il Kuomintang (KMT) continuava a considerare la Repubblica di Cina come il solo governo legittimo della Cina e sperava di riconquistare un giorno il continente. Sebbene nel 1991 il presidente Lee Teng-hui abbia dichiarato che la RDC non mette in discussione il diritto del Partito Comunista Cinese a governare nel continente, la RDC non ha mai rinunciato formalmente (per mezzo dell'Assemblea Nazionale) alla sovranità sulla Cina continentale e sulla Mongolia Esterna. La maggior parte degli osservatori ritengono che il Partito Democratico Progressista prefereribbe di gran lunga rinunciare ufficialmente a tale sovranità. Questa situazione ambigua si produce in gran parte perché una rinuncia formale alla sovranità sulla Cina continentale potrebbe essere presa come una dichiarazione dell'indipendenza di Taiwan, il che sarebbe impopolare tra alcuni circoli di Taiwan e potrebbe probabilmente provocare una reazione militare da parte della Repubblica Popolare Cinese.
Di conseguenza, le divisioni ufficiali del primo ordine della Repubblica di Cina rimangono quelle storiche della Cina immediatamente prima della perdita della Cina continentale da parte della KMT con Taipei e Kaohsiung elevate a municipalità centrali. Ci sono: 35 province, 2 aree, 1 regione amministrativa speciale, 14 municipalità (di livello provinciale) amministrate centralmente, 14 leghe e 4 bandiere speciali. Per le divisioni del secondo ordine, sotto le province e le regioni amministrative speciali, ci sono contee, città controllate dalle province (56), uffici (34) e uffici direzionali (7). Sotto le municipalità di livello provinciale ci sono i distretti, e sotto le leghe ci sono le bandiere (127).
Le mappe della Cina e del mondo pubblicate a Taiwan a volte mostrano i confini provinciali e nazionali come erano nel 1949, che non corrispondono all'attuale struttura amministrativa decisa dal Partito Comunista Cinese dopo il 1949 e includono la Mongolia Esterna, la Birmania settentrionale e Tannu Uriankhai (parte del quale è l'odierna Tuva in Russia) come parte della Cina (territori alla cui sovranità la RPC ha rinunciato). Le recenti mosse del PDP sono andate cambiando le mappe nei libri di testo scolastici e quelle ufficiali emesse dal governo, per riflettere le attuali suddivisioni istituite dalla RPC.
L'attuale giurisdizione della RDC è definita come l'"Area libera della Repubblica di Cina" nella Costituzione. Nella maggior parte della legislazione ordinaria, si usa il termine "Area di Taiwan" al posto dell'"Area libera", mentre la Cina continentale è definita come l'"Area continentale". Secondo la Legge che governa le relazioni tra i popoli dell'Area di Taiwan e dell'Area continentale, originalmente promulgata nel 1992 ed emendata l'ultima volta nel 2004, l'"Area di Taiwan" si riferisce a "Taiwan, Penghu, Kinmen, Matsu e qualsiasi altra area sotto il controllo effettivo del Governo" e l'"Area continentale" si riferisce al "territorio della Repubblica di Cina al di fuori dell'Area di Taiwan".
| Nome                                                           | Vecchio nome (Postale) | Cinese (T) | Pinyin       | Abbreviazione      | Capitale                                      | Capital in cinese |
| -------------------------------------------------------------- | ---------------------- | ---------- | ------------ | ------------------ | --------------------------------------------- | ----------------- |
| Province (省 Shěng)                                            |                        |            |              |                    |                                               |                   |
| Andong                                                         | Antung                 | 安東       | Āndōng       | 安 ān              | Tunghwa (Tonghua)                             | 通化              |
| Anhui                                                          | Anhwei                 | 安徽       | Ānhuī        | 皖 wǎn             | Hofei (Hefei)                                 | 合肥              |
| Chahar                                                         | Chahar                 | 察哈爾     | Cháhā'ěr     | 察 chá             | Changyuan (Zhangjiakou)                       | 張垣(張家口)      |
| Fujian                                                         | Fukien                 | 福建       | Fújiàn       | 閩 mǐn             | Foochow (Fuzhou)                              | 福州              |
| Gansu                                                          | Kansu                  | 甘肅       | Gānsù        | 甘 gān or 隴 lǒng  | Lanchow (Lanzhou)                             | 蘭州              |
| Guangdong                                                      | Kwangtung              | 廣東       | Guǎngdōng    | 粵 yuè             | Canton (Guangzhou)                            | 廣州              |
| Guangxi                                                        | Kwangsi                | 廣西       | Guǎngxī      | 桂 guì             | Kweilin (Guilin)                              | 桂林              |
| Guizhou                                                        | Kweichow               | 貴州       | Guìzhōu      | 黔 qian o 貴 gui   | Kweiyang (Guiyang)                            | 貴陽              |
| Hebei                                                          | Hopeh                  | 河北       | Háběi        | 冀 jì              | Tsingyuan (Baoding)                           | 清苑(保定)        |
| Heilongjiang                                                   | Heilungkiang           | 黑龍江     | Hēilóngjiāng | 黑 hēi             | Peian (Bei'an)                                | 北安              |
| Hejiang                                                        | Hokiang                | 合江       | Héjiāng      | 合 hé              | Chiamussu (Jiamusi)                           | 佳木斯            |
| Henan                                                          | Honan                  | 河南       | Hénán        | 豫 yù              | Kaifeng (Kaifeng)                             | 開封              |
| Hubei                                                          | Hupeh                  | 湖北       | Húběi        | 鄂 è               | Wuchang (Wuchang)                             | 武昌              |
| Hunan                                                          | Hunan                  | 湖南       | Húnán        | 湘 xiāng           | Changsha (Changsha)                           | 長沙              |
| Jiangsu                                                        | Kiangsu                | 江蘇       | Jiāngsū      | 蘇 sū              | Chinkiang (Zhenjiang)                         | 鎮江              |
| Jiangxi                                                        | Kiangsi                | 江西       | Jiāngxī      | 贛 gàn             | Nanchang (Nanchang)                           | 南昌              |
| Jilin                                                          | Kirin                  | 吉林       | Jílín        | 吉 jí              | Kirin (Jilin)                                 | 吉林              |
| Liaobei                                                        | Liaopeh                | 遼北       | Liáoběi      | 洮 táo             | Liaoyuan (Liaoyuan)                           | 遼源              |
| Liaoning                                                       | Liaoling               | 遼寧       | Liáoníng     | 遼 liáo            | Shenyang (Shenyang)                           | 瀋陽              |
| Ningxia                                                        | Ningsia                | 寧夏       | Níngxià      | 寧 níng            | Yinchuan (Yinchuan)                           | 銀川              |
| Nenjiang                                                       | Nunkiang               | 嫩江       | Nènjiāng     | 嫩 nèn             | Tsitsihar (Qiqihar)                           | 齊齊哈爾          |
| Qinghai                                                        | Tsinghai               | 青海       | Qīnghǎi      | 青 qīng            | Sining (Xining)                               | 西寧              |
| Rehe                                                           | Rehe(Jehol)            | 熱河       | Rèhé         | 熱 rè              | Chengteh (Chengde)                            | 承德              |
| Shaanxi                                                        | Shensi                 | 陝西       | Shǎnxī       | 陝 shǎn or 秦 qín  | Sian (Xi'an)                                  | 西安              |
| Shandong                                                       | Shantung               | 山東       | Shāndōng     | 魯 lǔ              | Tsinan (Jinan)                                | 濟南              |
| Shanxi                                                         | Shansi                 | 山西       | Shānxī       | 晉 jin             | Taiyuan (Taiyuan)                             | 太原              |
| Sichuan                                                        | Szechwan               | 四川       | Sìchuān      | 川 chuān or 蜀 shǔ | Chengtu (Chengdu)                             | 成都              |
| Songjiang                                                      | Sungkiang              | 松江       | Sōngjiāng    | 松 sōng            | Mutankiang (Mudanjiang)                       | 牡丹江            |
| Suiyuan                                                        | Suiyuan                | 綏遠       | Suīyuǎn      | 綏 suī             | Kweisui (Hohhot)                              | 歸綏(呼和浩特)    |
| Taiwan                                                         | Taiwan                 | 臺灣       | Táiwān       | 臺 tái             | Nuovo Villaggio di Jhongsing1                 | 中興新村          |
| Xikang                                                         | Sikang                 | 西康       | Xīkāng       | 康 kāng            | Kangting (Kangding)                           | 康定              |
| Xing'an                                                        | Hsingan                | 興安       | Xīng'ān      | 興 xīng            | Hailar (Hulunbuir)                            | 海拉爾(呼倫貝爾)  |
| Xinjiang                                                       | Sinkiang               | 新疆       | Xīnjiāng     | 新 xīn or 疆 jiāng | Tihwa (Ürümqi)                                | 迪化(烏魯木齊)    |
| Yunnan                                                         | Yunnan                 | 雲南       | Yúnnán       | 滇 diān or 雲 yún  | Kunming (Kunming)                             | 昆明              |
| Zhejiang                                                       | Chekiang               | 浙江       | Zhèjiāng     | 浙 zhè             | Hangchow (Hangzhou)                           | 杭州              |
| Regione amministrativa speciale (特別行政區 Tèbié Xíngzhèngqǖ) |                        |            |              |                    |                                               |                   |
| Hainan                                                         | Hainan                 | 海南       | Hǎinan       | 瓊 qióng           | Haikow (Haikou)                               | 海口              |
| Regioni (地方 Dìfāng)                                          |                        |            |              |                    |                                               |                   |
| Mongolia Esterna                                               | Area della Mongolia    | 蒙古       | Ménggǔ       | 蒙 méng            | Kulun (Ulan Bator)                            | 庫倫(烏蘭巴托)    |
| Tibet                                                          | Area del Tibet         | 西藏       | Xīzàng       | 藏 zàng            | Lhasa                                         | 拉薩              |
| Municipalità (直轄市 Zhíxiáshì)                                |                        |            |              |                    |                                               |                   |
| Beiping (Pechino)                                              | Peiping (Peking)       | 北平(北京) | Běipíng      | 平 píng            | (Distretto di Dongcheng)                      | 東城區            |
| Chongqing                                                      | Chungking              | 重慶       | Chóngqìng    | 渝 yú              | (Distretto di Yuzhong)                        | 渝中區            |
| Dalian                                                         | Dairen                 | 大連       | Dàlián       | 連 lián            | (Distretto di Xigang)                         | 西崗區            |
| Guangzhou                                                      | Kwangchow, Canton      | 廣州       | Guǎngzhōu    | 穗 suì             | (Distretto di Yuexiu)                         | 越秀區            |
| Hankou (Wuhan)                                                 | Hankow                 | 漢口(武漢) | Hànkǒu       | 漢 hàn             | (Distretto di Jiang'an)                       | 江岸區            |
| Harbin                                                         | Harbin                 | 哈爾濱     | Hā'ěrbīn     | 哈 hā              | (Distretto di Nangang)                        | 南崗區            |
| Kaohsiung2                                                     | Takao, Takow           | 高雄       | Gāoxióng     | 高 gāo             | (Distretto di Lingya) (Distretto di Fengshan) | 苓雅區 鳳山區     |
| Nanchino                                                       | Nanking                | 南京       | Nánjīng      | 京 jīng            | (Distretto di Xuanwu)                         | 玄武區            |
| Nuova Taipei3                                                  | nessuno                | 新北       | Xīnběi       | 新 xīn             | (Distretto di Banqiao)                        | 板橋區            |
| Qingdao                                                        | Tsingtao               | 青島       | Qīngdǎo      | 青 qīng            | (Distretto di Shinan)                         | 市南區            |
| Shanghai                                                       | Shanghai               | 上海       | Shànghǎi     | 滬 hù              | (Distretto di Huangpu)                        | 黄浦區            |
| Shenyang                                                       | Shenyang               | 瀋陽       | Shěnyáng     | 瀋 shěn            | (Distretto di Shenhe)                         | 瀋河區            |
| Taichung3                                                      | Taichū                 | 臺中       | Táizhōng     | 中 zhōng           | (Distretto di Xitun)                          | 西屯區            |
| Tainan3                                                        | Tainan                 | 臺南       | Táinán       | 南 nán             | (Distretto di Anping) (Distretto di Xinying)  | 安平區 新營區     |
| Taipei2                                                        | Taipeh, Taihoku        | 臺北       | Táiběi       | 北 běi             | (Distretto di Xinyi)                          | 信義區            |
| Tientsin                                                       | Tientsin               | 天津       | Tiānjīn      | 津 jīn             | (Distretto di Heping)                         | 和平區            |
| Xi'an                                                          | Sian                   | 西安       | Xī'ān        | 鎬 hào             | (Distretto di Weiyang)                        | 未央區            |

1. La capitale della Provincia di Taiwan fu trasferita nel Villaggio di Zhongxing da Taipei negli anni 1960.
2. Taipei fu elevata al rango di municipalità nel 1967; Kaohsiung fu elevata nel 1979 e riformata il 25 dicembre 2010.
3. New Taipei, Taichung e Tainan furono promosse al livello di municipalità il 25 dicembre 2010 in occasione dell'ultima riforma.